# 查理·白金漢
查理·白金漢（Charlie Buckingham，1989年1月16日—），是一名出生於美國紐波特比奇的帆船運動員。2016年8月，他參加了里約奧林匹克運動會帆船男子單人小艇雷射型項目，獲得第11名。

## 外部連結
- 官方网站
- 查理·白金漢的X（前Twitter）
- Charlie Buckingham （页面存档备份，存于） - ISAF